# 2011年法國巴黎銀行公開賽
2011年法國巴黎銀行公開賽于2011年3月7日至3月20日在美國印第安維爾斯舉行。

## 外部連結
- 官方網站